# Duschhaube

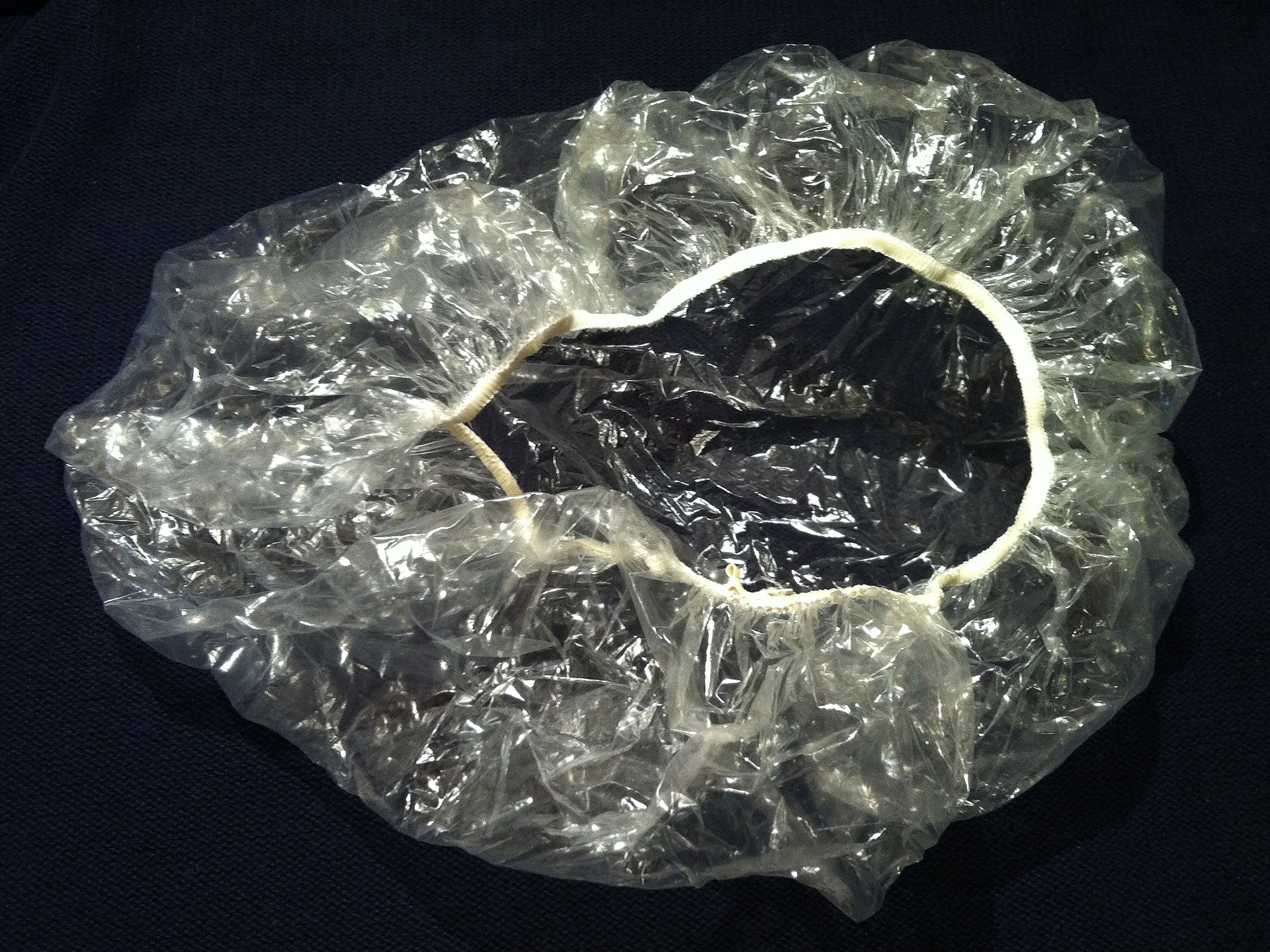
Einweg-Duschhaube, aus einem Hotel

Eine Duschhaube wird verwendet, um beim Duschen kein nasses Kopfhaar zu bekommen. 
Im Gegensatz zur Badekappe schützt die Duschhaube das Haar (insbesondere die Dauerwelle) beim Duschen vor Spritzwasser des Duschkopfs und nicht wie die Badekappe das Schwimmbadwasser vor Verunreinigungen durch ausfallendes Kopfhaar. 
Anders als die Regenhaube, verfügen Duschhauben am Rand über einem Gummizug und werden oft als Einwegprodukt aus Kunststoff angeboten. In Alltag mittlerweile selten verwendet, sind einzeln verpackte Plastikduschhauben immer noch Teil der Grundausstattung in vielen Hotelketten.